# Tučenik
 Tučenik  falu Horvátországban Zágráb megyében. Közigazgatásilag Gradechez tartozik.

## Fekvése
Zágrábtól 45 km-re, községközpontjától  5 km-re északkeletre, a megye északkeleti részén fekszik.

## Története
Alapiskoláját 1932-ben alapították, 1963-tól a gradeci alapiskola négyosztályos alsó tagozata működik benne.
A településnek 1857-ben 167, 1910-ben 192 lakosa volt. Trianonig Belovár-Kőrös vármegye Kőrösi járásához tartozott. 2001-ben 122 lakosa volt.

## Lakosság
| Lakosság változása | Lakosság változása | Lakosság változása | Lakosság változása | Lakosság változása | Lakosság változása | Lakosság változása | Lakosság változása | Lakosság változása | Lakosság változása | Lakosság változása | Lakosság változása | Lakosság változása | Lakosság változása | Lakosság változása |
| ------------------ | ------------------ | ------------------ | ------------------ | ------------------ | ------------------ | ------------------ | ------------------ | ------------------ | ------------------ | ------------------ | ------------------ | ------------------ | ------------------ | ------------------ |
| 1857               | 1869               | 1880               | 1890               | 1900               | 1910               | 1921               | 1931               | 1948               | 1953               | 1961               | 1971               | 1981               | 1991               | 2001               |
| 167                | 187                | 218                | 281                | 301                | 192                | 185                | 192                | 179                | 181                | 184                | 179                | 144                | 124                | 122                |

## Külső hivatkozások
Gradec község hivatalos oldala